# 가와이 다카야스
가와이 다카야스(일본어: 河合 崇泰, 1977년 3월 7일 ~ )는 일본의 전 축구 선수이다.

## 구단 경력
1995년 J1리그의 벨마레 히라쓰카에 입단했다. 1998년 세레소 오사카로 이적했다. 1999년부터 2006년까지 일본 풋볼 리그의 잣코와 사가와 급편 도쿄에서 뛰었다. 2006년후 현역 은퇴.